# Pohlia subcompactula
Pohlia subcompactula là một loài Rêu trong họ Bryaceae. Loài này được (Paris) Wijk & Margad. miêu tả khoa học đầu tiên năm 1961.